# Zgorzel siewek buraka

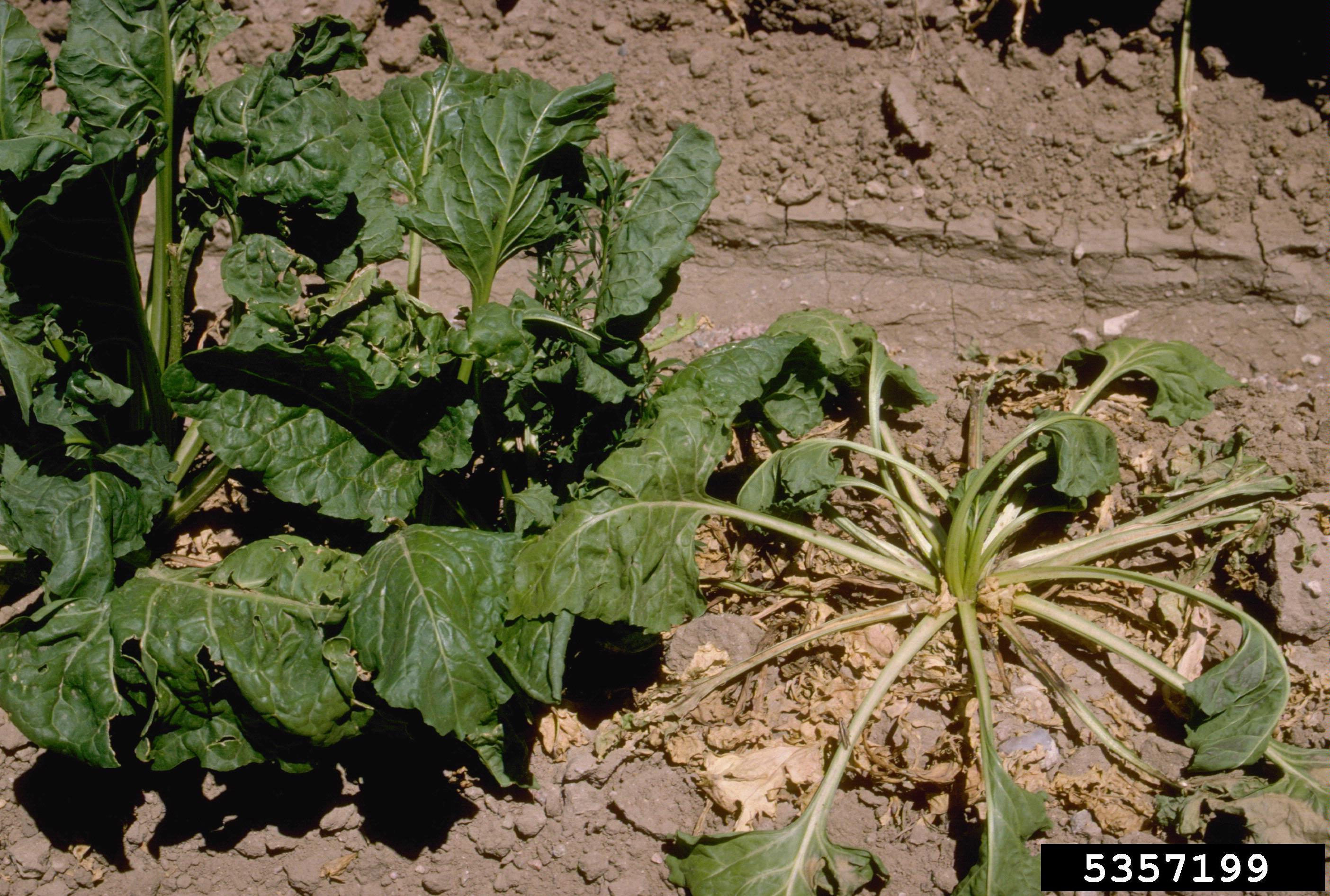
Objawy porażenia w części nadziemnej

Zgorzel siewek buraka (ang. root rot of beet), zgnilizna korzeni buraka – choroba buraków objawiająca się zgorzelą siewek.

## Występowanie i szkodliwość
Sprawcą tej choroby jest wiele patogenów. Należą do grzybopodobnych lęgniowców (Aphanomyces cochlioides, Globisporangium sp. i Pythium sp.) lub pasożytniczego grzyba Pleospora bjoerlingii. Choroba występuje we wszystkich rejonach uprawy i dotyczy wszystkich odmian buraka: boćwiny, buraka cukrowego, pastewnego i ćwikłowego. Największe szkody wyrządza przy punktowym siewie buraków jednokiełkowych.

## Objawy
Gdy patogenem jest Globisporangium debaryanum pierwsze objawy choroby pojawiają się tuż przed wschodami na kiełkach oraz na siewkach do fazy dwóch liści. Pleospora bjoerlingii powoduje czernienie szyjki korzeniowej, a  Aphanomyces cochlioides jej zbrunatnienie, przewężenie lub nitkowatość. W miarę rozwoju choroby porażone kiełki gniją a siewki obumierają, co na plantacji widoczne jest w postaci placów bez roślin. Gdy rośliny porażone zostaną w fazie dwóch par liści, podliścieniowa część korzeni staje się szara, ulega sierpowatemu wygięciu i przewężeniu. Podczas silnego wiatru lub prac polowych następuje odpadanie rozet liściowych. Gdy rośliny porażone zostaną w późniejszych fazach wzrostu następuje ich chloroza. Liście stają się pozbawione wigoru, nie utrzymają turgoru podczas stresu związanego z gorącym słońcem, ale zachowają zdolność do ożywienia w mniej stresujących okresach, takich jak pochmurne dni lub noc. Pod ziemią korzenie wyglądają jak nasiąknięte wodą, są na ich powierzchni plamy i ich wzrost często jest zahamowany wskutek zmian chorobowych. W miarę rozwoju choroby objawy chorobowe posuwają się w górę łodygi i do korzenia. Nasiąknięte wodą plamy stają się ciemniejsze, ciemnieje także wnętrze korzenia. Zainfekowany korzeń często gnije wokół końcówki, pozostawiając jedynie wiązki naczyniowe.

## Zwalczanie
Najskuteczniejszą metodą byłaby uprawa odmian odpornych, jednak dotąd nie udało się takich jeszcze wyhodować. Istnieją jednak kultywary częściowo odporne na tę chorobę. Zwalczanie chemiczne jest niemożliwe; żadne fungicydy nie zostały dopuszczone do tego celu. Pomocne jest zaprawianie nasion lub ich otoczkowanie. Dobrze przeprowadzone chroni siewki przez 4–6 tygodni. Największą rolę w zapobieganiu chorobie odgrywa jednak zachowanie kilkuletnich odstępów (płodozmian) w uprawie buraków na tym samym polu. Ważne jest także prawidłowe przeprowadzenie zabiegów agrotechnicznych, niezbyt głęboki i niezbyt wczesny siew, używanie do siewu zdrowych nasion i rozkruszenie powstającego po deszczach zeskorupienia ziemi.